# Orthacris gracilis
Orthacris gracilis är en insektsart som beskrevs av Kevan, D.K.M. 1953. Orthacris gracilis ingår i släktet Orthacris och familjen Pyrgomorphidae. Inga underarter finns listade i Catalogue of Life.